# Спенсер (Висконсин)
Спенсер — деревня в северо-западной части города Спенсер, в округе Маратон, штат Висконсин. Является частью городской агломерации Васау (Wausau).
Деревня основана в 1874 году, и расположена между двумя болотами (Спенсер Марш на северо-западе и Макмиллан Марш на юго-востоке). Сегодня деревня Спенсер находится на перекрёстке Висконсин шоссе 13 и 98.
Площадь, занимаемая деревней, составляет около 5,2 км².
По данным переписи 2000 года в деревне насчитывалось 1932 человека.
В Спенсере расположена библиотека, официально признанная в 1941 году. В 1997 библиотека получила новое здание.

## Известные люди
- Тайлер Деннетт (Tyler Dennett) — лауреат Пулитцеровской премии
- Дэйв Дадли — певец кантри
- Тед Фритц (Ted Fritsch) — футболист
- Кэрол Колб (Carol Kolb) — писательница